# 大阪市電東野田沢上江町線
大阪市電東野田沢上江町線（おおさかしでんひがしのだかすがえちょうせん）は、東野田九丁目駅 - 都島車庫前駅を結んでいた大阪市電期外線の路線。

## 路線概要
- 起点：東野田九丁目駅
- 終点：都島車庫前駅
- 軌間：1435mm
- 架線電圧：直流600V

データは廃止時点のもの

## 沿革
- 1926年（大正15年）4月15日：東野田九丁目駅 - 東野田駅（仮終点）間、および沢上江町駅（仮終点・初代） - 都島車庫前間を開業。
- 1926年（昭和元年）12月28日：沢上江町駅（新設終点） - 沢上江町駅（仮終点・初代）間を開業。
- 1927年（昭和2年）5月11日：沢上江町駅（仮終点・2代） - 沢上江町駅（新設終点）間を開業。沢上江町駅（新設終点）を廃止。
- 1928年（昭和3年）12月29日：東野田駅（仮終点） - 沢上江町駅（仮終点・2代）間を開業。東野田駅（仮終点）を廃止。
- 1929年（昭和4年）5月20日：沢上江町二丁目駅を開業。
- 1930年（昭和5年）ごろ
  - 沢上江町駅（仮終点・初代）を沢上江町四丁目駅に改称。
  - 沢上江町駅（仮終点・2代）を沢上江町六丁目駅に改称。
- 1936年（昭和11年）ごろ
  - 沢上江町六丁目駅を都島南通駅に改称。
  - 沢上江町四丁目駅を都島中通駅に改称。
  - 沢上江町二丁目駅を都島本通駅に改称。
- 1940年（昭和15年）ごろ：都島車庫前駅を都島駅に改称。
- 1944年（昭和19年）6月1日：戦時体制下での急行運転のため、東野田九丁目駅[1]、都島南通駅、都島中通駅、都島本通駅を廃止。
- 1945年（昭和20年）
  - 3月13日 - 6月7日：戦災のため、全線休止。
  - 8月24日：都島駅を都島車庫前駅に改称。
- 1946年（昭和21年）4月1日：全線運行再開。都島南通駅、都島中通駅、都島本通駅を復活。
- 1968年（昭和43年）5月1日：全線廃止。

## 駅一覧
| 駅名                 | キロ程 | 接続路線                             |
| -------------------- | ------ | ------------------------------------ |
| （東野田九丁目交点） | 0.0    | 大阪市電：天満橋善源寺町線           |
| 都島南通駅           | 0.2    |                                      |
| 都島中通駅           | 0.8    |                                      |
| 都島本通駅           | 1.1    | 大阪市電：梅田善源寺町線、都島守口線 |
| 都島車庫前駅         | 1.4    | 大阪市電：梅田善源寺町線             |

- 1959年（昭和34年）7月当時

### 廃駅
- 東野田駅（仮終点）（東野田九丁目交点 - 都島南通駅間）：1928年（昭和3年）12月29日廃止。
- 沢上江町駅（新設終点）（都島南通駅 - 都島中通駅間）：1927年（昭和2年）5月11日廃止。

## 系統
10系統・11系統・12系統・14系統・23系統が走っていた。